# 谢德利斯托耶村委员会
谢德利斯托耶村委员会（俄语：Седлистинский сельсовет）是俄罗斯联邦阿斯特拉罕州伊克里亚诺耶区所属的一个村委员会。其下辖有3个居民点，行政中心为谢德利斯托耶。据2015年统计，该村委员会的人口为1091人。